# 利刀之戰
利刀之戰，是海地革命期間黑人起義軍和穆拉托人起義軍的內部衝突，發生在1799年6月-1800年3月，也是黑人領袖杜桑·盧維杜爾和穆拉托人安德烈·里戈爭奪領導權的戰鬥（里戈贏得了對英國侵略一個顯著的勝利，杜桑在法國軍隊優越的排名）。杜桑深受廣大黑人支持，但里戈拒絕承認他的地位，兩軍衝突開始。

## 位置
衝突主要發生在東南部的雅克梅勒，他們在那裡叛亂，在1800年3月里戈在這最後據點被打敗，後逃到法國，三年後才回來。

## 民族與衝突
歷史學家指出，海地人民之間的鴻溝基於種族背景。里戈是膚色較淺的穆拉托人，被視為精英。而廣大黑人則不信任穆拉托人，這助長了衝突。